# Avro Canada C-102 Jetliner
L'Avro Canada C-102 Jetliner era un aereo da trasporto passeggeri progettato dall'azienda canadese Avro Canada sul finire degli anni quaranta.
Primo aereo canadese dotato di propulsione a turbogetto, fu in assoluto il secondo jet di linea a volare, battuto per soli 13 giorni dal britannico de Havilland Comet.
La sua carriera operativa fu condizionata dalla priorità, imposta al costruttore da parte del governo canadese, nella realizzazione e costruzione del caccia CF-100 che determinò l'abbandono del progetto.

## Storia del progetto
Il progetto dell'Avro Canada C-102 Jetliner nacque sulla base di una intesa sottoscritta nel corso del 1946 tra il costruttore ed i vertici della Trans-Canada Air Lines (TCA), che erano alla ricerca di una soluzione per un velivolo con il quale sostituire i Douglas DC-3 fino ad allora in servizio per i propri voli di linea; il progetto vide coinvolto il governo canadese che ne divenne il principale finanziatore.
I vertici della TCA ebbero parte attiva nella definizione della configurazione dell'aereo e, affascinati dal nuovo motore turbogetto AJ.65 osservato all'opera in fase sperimentale durante una visita negli impianti produttivi della Rolls-Royce, presero la decisione di equipaggiare con questo motore il nuovo aereo, abbandonando la soluzione con motore turboelica precedentemente indicata (sulla scia del promettente Vickers Viscount all'epoca anch'esso in fase progettuale).
Ben presto emerse però l'impossibilità di utilizzare il motore AJ.65, le cui forniture erano destinate prioritariamente all'aviazione militare. Nell'autunno del 1947 l'Avro Canada ripiegò quindi sull'utilizzo del motore Derwent, che sviluppava però una spinta considerevolmente inferiore; la necessità di utilizzare quattro motori Derwent al posto di due AJ.65 richiese la riprogettazione dell'ala e della parte centrale della fusoliera.
Il prototipo del C-102 staccò per la prima volta le ruote dal suolo dall’aeroporto di Malton il 10 agosto del 1949, secondo aviogetto commerciale della storia a solcare il cielo, anticipato di pochi giorni dal de Havilland Comet; il Jetliner rimase però ancora a lungo il solo jet di linea prodotto in Nordamerica, seguito solo cinque anni dopo dal prototipo di quello che sarebbe diventato il Boeing 707.

## Tecnica

### Cellula
Monoplano interamente metallico, ad ala bassa, l’Avro C-102 Jetliner presentava la fusoliera di sezione circolare percorsa da una linea di nove finestrini rotondi per ciascun lato. Il portello d’ingresso era disposto sul lato sinistro, subito dietro la cabina di pilotaggio.
La cabina destinata ai passeggeri avrebbe potuto ospitare, secondo le richieste delle compagnie committenti, tra le trenta e le cinquanta persone in un ambiente insonorizzato e pressurizzato; il vano bagagli era realizzato nella coda e nella zona inferiore della fusoliera il cui disegno aveva andamento rettilineo che si rastremava in corrispondenza dell’ultimo finestrino per concludersi nel cono terminale, sovrastato dall’impennaggio di tipo cruciforme.
L’ala era dritta con andamento rastremato verso le estremità di entrambi i bordi; a poca distanza dalla radice delle ali erano presenti le gondole che ospitavano, due per ciascuna semiala, i quattro motori. Le gondole erano state progettate facendo tesoro delle ricerche svolte dagli scienziati tedeschi durante la seconda guerra mondiale; sia la presa d'aria che il terminale di scarico erano considerevolmente distanti dai bordi dell’ala.
Il carrello d'atterraggio era di tipo triciclo anteriore, retrattile. Tutti gli elementi avevano doppia ruota; le gambe posteriori si ritraevano in vani ricavati all’interno delle gondole dei motori.

### Motore
Il Jetliner vide la luce equipaggiato da quattro motori Rolls-Royce Derwent 5, disposti a coppie in ciascuna delle semiali. Il Derwent, secondo motore turbogetto britannico ad entrare in produzione, era un turbogetto a compressore centrifugo che nella versione installata sviluppava una spinta pari a 3 600 libbre forza (16 kN).
Dopo un'intensa attività di voli dimostrativi, l'aereo fu sottoposto ad una revisione ed i motori furono sostituiti con esemplari di serie più recenti e di maggior capacità propulsiva: furono installati due Derwent 8 (all'esterno nell'ala destra, all'interno nell'ala sinistra) e due Derwent 9.

## Impiego Operativo
La propulsione a getto del Jetliner risultava, all'epoca, un elemento assolutamente determinante nel caratterizzarne le prestazioni: nel continente americano era l'aereo commerciale più veloce e poteva operare a quote che nessun altro aereo di linea poteva raggiungere; anche la sua corsa di decollo era più breve in confronto a quella di qualsiasi potenziale concorrente. Queste caratteristiche attirarono l'attenzione di diverse compagnie aeree, dell'United States Air Force, della United States Civil Aviation Authority nonché di quelle del noto imprenditore Howard Hughes.

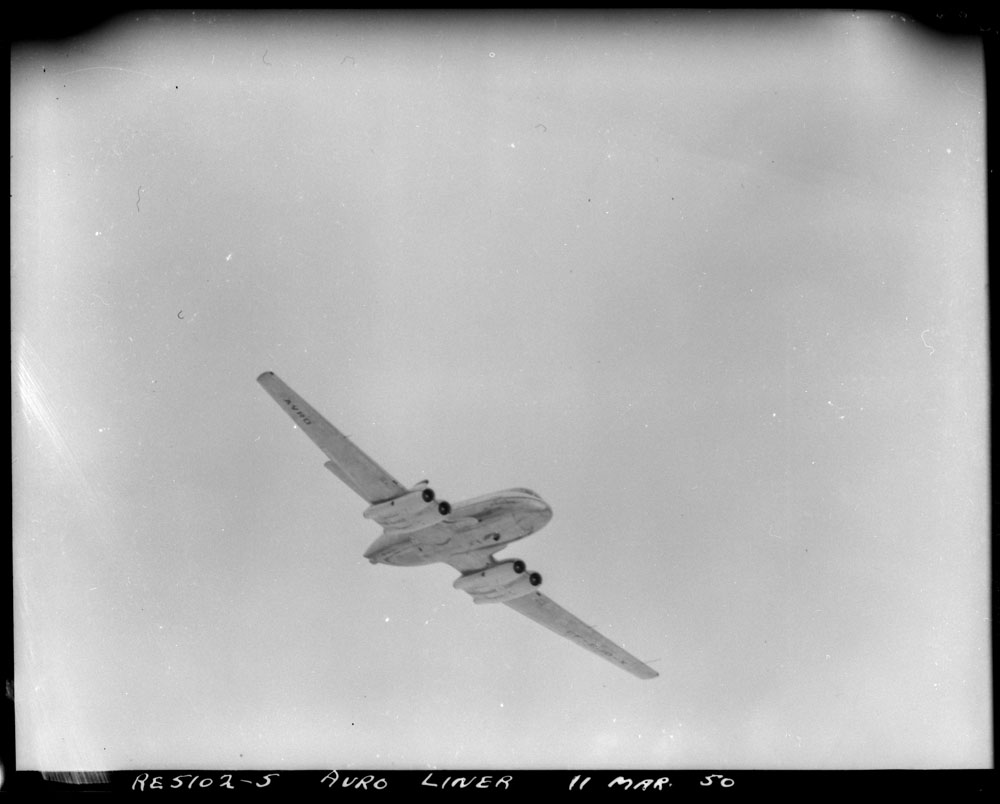
Una rara immagine del Jetliner in volo.

Tuttavia, già nel corso del 1948, la Trans-Canada Air Lines aveva cominciato a prendere le distanze dal progetto perché i suoi vertici erano, da un lato, impegnati con il progetto del Canadair DC-4M North Star e, dall'altro, timorosi di essere i primi a gestire un aviogetto da trasporto. Anche sul piano aziendale nacquero i primi rallentamenti al progetto, dato che l'ufficio progettazione fu chiamato a dirottare parte del proprio personale verso il progetto del caccia CF-100 i cui primi contratti risalivano al 1946.
Malgrado queste difficoltà il roadshow per il lancio del Jetliner proseguì ed il 18 aprile del 1950 fu organizzato un volo dimostrativo da Toronto a New York che, completato in poco meno di un'ora, ebbe vasta eco sui quotidiani dell'epoca che evidenziarono sia il risparmio di tempo realizzato, sia lo stato di impreparazione dell'industria aeronautica statunitense nel campo degli aviogetti commerciali. A meno di dodici mesi dal suo primo volo il Jetliner sembrava avviato verso un brillante futuro.
Malauguratamente il mese di giugno di quello stesso anno fu caratterizzato dall'inizio delle ostilità di quella che sarebbe diventata la guerra di Corea e per l'Avro Canada ciò significava assicurare massima priorità progettuale e costruttiva al CF-100. Seguì un periodo contrastato durante il quale il costruttore proseguì i propri sforzi commerciali per altro osteggiati dallo stesso governo canadese che, nella persona del nuovo Ministro dei Trasporti Clarence Decatur Howe, fece interrompere la costruzione del secondo prototipo del C-102 ed interrompere le attività promozionali per la sua commercializzazione.
All'epoca rimase vivo l'interesse dell'USAF per il Jetliner, considerato valida piattaforma per la realizzazione di un velivolo addestrativo per gli equipaggi dei bombardieri e di una versione da adibire al compito di aerocisterna; tuttavia, ancora una volta, l'Avro Canada proseguì nel dirottare il proprio personale al progetto del CF-100 e a quello del futuro caccia supersonico Arrow.
Ancora nel corso del 1952 si registrò un contatto con Howard Hughes: l'Avro Canada stava valutando il sistema di puntamento "Hughes MG2" per la versione Mk.4 del caccia CF-100 e l'occasione fu sfruttata per consentire al miliardario statunitense di saggiare di persona le buone caratteristiche dell'aereo che egli stesso aveva già preso in considerazione per l'impiego da parte della Trans World Airlines, compagnia aerea di sua proprietà. Anche in questo caso, sebbene l'aereo fosse rimasto per sei mesi sulla pista dell'aeroporto di Hughes, le condizioni per la conclusione di un contratto non furono trovate (fu anche valutata la concessione di una licenza alla Convair) e l'aereo fu riportato a Toronto ed impiegato per diverso tempo dall'Avro Canada nelle attività collaterali ai vari collaudi del CF-100.
Sul finire del 1956, privo di pezzi di ricambio, il Jetliner era ormai una macchina di scarsa utilità. Portato in volo per l'ultima volta il 23 novembre, fu smantellato; solamente la parte anteriore della fusoliera è stata conservata presso il Musée de l'Aviation et de l'Espace du Canada di Ottawa.

### Annotazioni
1. ↑  La denominazione ufficiale era A.V. Roe Canada Ltd. ed era una sussidiaria della A.V. Roe and Co. Ltd. con sede a Manchester; era gestita in modo indipendente rispetto alla casa madre.
2. ↑  L'autorità precorritrice dell'attuale Federal Aviation Administration.

### Pubblicazioni
- (EN) Graham Chandler, Woe Canada, in Air & Space Magazine, Washington, Smithsonian Institution, febbraio 2009. URL consultato il 29 dicembre 2017.
- (EN) Canadian Contender (PDF), in Flight, Londra, 5 gennaio 1950,  pp. 13-22. URL consultato il 29 dicembre 2017.
- (EN) Here and There - Making History (PDF), in Flight, Londra, 27 aprile 1950,  p. 516. URL consultato il 1º gennaio 2018.